# Cole Miller
Jeremiah Cole Miller (Augusta, 26 de abril de 1984) é um atleta estaduniense de artes marciais mistas (MMA). Atualmente compete no UFC para pesos leves. O apelido "Magrinho" é um nome dado por brasileiros adotado por ele nos Estados Unidos.
Antes de atuar no MMA, Miller era jogador de baseball na Mount de Sales Academy em Macon, Geórgia local onde cresceu. O irmão mais novo de  Cole, Micah Miller, era um lutador de MMA pela WEC.

## Mixed Martial Arts
Miller é campeão de pesos leves da WKA Mixed Martial Arts. Ele treina na American Top Team em Coconut Creek, Flórida sob a supervisão de Ricardo Liborio. O prórprio Limboria é seu orientador de Jiu-Jitsu Brasileiro, sendo que Miller é faixa preta nesse estilo. Ele também ensina MMA e jiu-jitsu na Ultimate Self Defense Academy  em Boca Raton Florida. Miller fez sua estreia em Shooto, sendo derrotado pelo campeão do estilo, Takeshi Inoue, em uma decisão unânime.

### The Ultimate Fighter
Cole Miller era competidor no The Ultimate Fighter 5, junto com os pesos leves. Ele era membro do time de Jens Pulver. Cole venceu sua luta preliminar contra Alan Berube por um triângulo no primeiro round. Depois Cole enfrentou Joe Lauzon nas quartas de finais da competição. Após um primeiro round concorrido, os dois competidores foram para o chão no segundo round, com Cole Miller tentado realizar uma finalização sobre Lauzon.  Lauzon então deu uma cotovelada ilegal na nuca de Miller. Após ser dado um tempo para recupera-se da pancada, Miller assinalou que estava tudo bem com ele e a luta recomeçou. Lauzon imediatamente derrubou Miller e começou a desferi-lhe socos.
Miller encobriu-se no chão e se recusou a sair da posição, obrigando o juiz interromper a luta. Após o final da luta, Dana White e Lauzon estavam descontentes com o resultado da luta.

### Ultimate Fighting Championship
Cole Miller fez a sua estreia no UFC no The Ultimate Fighter 5 Finale, derrotando Andy Wang por nocaute técnico no primeiro round.
Ele então derrotou Leonard Garcia no UFC Fight Night: Thomas vs. Florian. Suas vitórias seguidas foram interrompidas quando ele perdeu para Jeremy Stephens no UFC Fight Night: Swick vs. Burkman por nocaute técnico no segundo round.
Em 5 de julho de 2008, no UFC 86, Cole finalizou o faixa preta em Jiu Jitsu Brasileiro Jorge Gurgel, com um triângulo no terceiro round. Cole era faixa roxa em Jiu Jitsu na época. Após a luta ele afirmou que essa foi a maior vitória da sua carreira até então. Ele foi premiado com o prêmio de Finalização da Noite. Miller lutou contra Junie Browning em 1 de Abril de 2009, finalizando-o no primeiro round.
Em seguida Miller lutou contra o vencedor do The Ultimate Fighter: Team Nogueira vs. Team Mir Finale, Efrain Escudero no UFC 103, perdendo no primeiro round por nocaute.
Miller finalizou Dan Lauzon em 2 de janeiro de 2010 no UFC 108 no primeiro round usando uma kimura com um triangulo invertido. Foi novamente premiado com a Finalização da Noite.
Miller era esperado para enfrentar Andre Winner em 31 de março de 2010 no UFC Fight Night: Florian vs. Gomi, mas uma lesão o obrigou a desistir da luta. Ele foi substituído por Rafaello Oliveira.
Miller finalizou Ross Pearson no segundo round com um mata leão em 15 de setembro de 2010 no UFC Fight Night: Marquardt vs. Palhares.
Miller era esperado para enfrentar Matt Wiman em 1 de janeiro de 2011 no UFC 125, mas a luta foi movida para 22 de Janeiro do mesmo ano, no UFC: Fight for the Troops 2. Miller perdeu por decisão unânime.
Miller derrotou TJ O'Brien em 14 de Agosto de 2011 no UFC Live: Hardy vs. Lytle. Ele venceu por finalização no segundo round.
Na sua volta para a categoria dos pesos penas, Miller enfrentou Steven Siler em 3 de Março de 2012 no UFC on FX: Alves vs. Kampmann. Ele perdeu por decisão unânime.
Miller lutou contra Nam Phan no UFC on Fox: Shogun vs. Vera em 4 de agosto de 2012. Ele perdeu a luta por decisão dividida após três rounds.
Miller derrotou Bart Palaszewski no The Ultimate Fighter 17 Finale em 13 de abril de 2013 por finalização com um mata leão em pé.
Miller teve sua terceira derrota em quatro lutas ao perder para Manny Gamburyan por decisão unânime em 17 de agosto de 2013 no UFC Fight Night: Shogun vs. Sonnen.
Miller derrotou Andy Ogle em 26 de outubro de 2013 no UFC Fight Night: Machida vs. Muñoz por decisão unânime.
Miller enfrentou Sam Sicilia em 15 de janeiro de 2014 no UFC Fight Night: Rockhold vs. Philippou. Ele venceu a luta por finalização com um mata leão no segundo round. A vitória também fez Miller ganhar a seu quarto prêmio de Finalização da Noite.
Miller era esperado para enfrentar o falastrão irlandês Conor McGregor em 19 de julho de 2014 no evento principal do UFC Fight Night: McGregor vs. Miller, na Irlanda. No entanto, uma lesão o tirou do combate e ele foi substituído por Diego Brandão.
Ele enfrentou a promessa Max Holloway em 14 de fevereiro de 2015 no UFC Fight Night: Henderson vs. Thatch. Miller foi derrotado por decisão unânime.
Miller enfrentou Jim Alers em 19 de Dezembro de 2015 no UFC on Fox: dos Anjos vs. Cerrone II. A luta terminou Sem Resultado devido a um golpe acidental desferido por Alers no olho de Miller, e ele não teve condições de continuar.

## Cartel no MMA
| Cartel no MMA   |             |             |
| 33 lutas        | 21 vitórias | 11 derrotas |
| Por nocaute     | 3           | 2           |
| Por finalização | 15          | 0           |
| Por decisão     | 3           | 9           |
| No contest      | 1           | 1           |

| Res.    | Cartel    | Oponente         | Método                                           | Evento                                      | Data                    | Round | Tempo | Local                    | Notas                      |
| ------- | --------- | ---------------- | ------------------------------------------------ | ------------------------------------------- | ----------------------- | ----- | ----- | ------------------------ | -------------------------- |
| Derrota | 21-11 (1) | Mizuto Hirota    | Decisão (unânime)                                | UFC on Fox: VanZant vs. Waterson            | 17 de dezembro de 2016  | 3     | 5:00  | Sacramento, Califórnia   |                            |
| Derrota | 21-10 (1) | Alex Caceres     | Decisão (unânime)                                | UFC 199: Rockhold vs. Weidman II            | 4 de junho de 2016      | 3     | 5:00  | Inglewood, California    |                            |
| NC      | 21-9 (1)  | Jim Alers        | NC (golpe acidental no olho)                     | UFC on Fox: dos Anjos vs. Cerrone II        | 19 de dezembro de 2015  | 2     | 1:44  | Orlando, Florida         |                            |
| Derrota | 21-9      | Max Holloway     | Decisão (unânime)                                | UFC Fight Night: Henderson vs. Thatch       | 14 de fevereiro de 2015 | 5     | 5:00  | Broomfield, Colorado     |                            |
| Vitória | 21-8      | Sam Sicilia      | Finalização (mata leão)                          | UFC Fight Night: Rockhold vs. Philippou     | 15 de janeiro de 2014   | 2     | 1:54  | Duluth, Georgia          | Finalização da Noite.      |
| Vitória | 20-8      | Andy Ogle        | Decisão (unânime)                                | UFC Fight Night: Machida vs. Muñoz          | 26 de outubro de 2013   | 3     | 5:00  | Manchester               |                            |
| Derrota | 19-8      | Manny Gamburyan  | Decisão (unânime)                                | UFC Fight Night: Shogun vs. Sonnen          | 17 de agosto de 2013    | 3     | 5:00  | Boston, Massachusetts    |                            |
| Vitória | 19-7      | Bart Palaszewski | Finalização (mata leão)                          | The Ultimate Fighter 17 Finale              | 13 de abril de 2013     | 1     | 4:23  | Las Vegas, Nevada        |                            |
| Derrota | 18-7      | Nam Phan         | Decisão (dividida)                               | UFC on Fox: Shogun vs. Vera                 | 4 de agosto de 2012     | 3     | 5:00  | Los Angeles, Califórnia  |                            |
| Derrota | 18-6      | Steven Siler     | Decisão (unânime)                                | UFC on FX: Alves vs. Kampmann               | 3 de março de 2012      | 3     | 5:00  | Sydney                   | Retornou para o Peso Pena. |
| Vitória | 18-5      | TJ O'Brien       | Finalização (guilhotina)                         | UFC Live: Hardy vs. Lytle                   | 14 de agosto de 2011    | 2     | 2:38  | Milwaukee, Wisconsin     |                            |
| Derrota | 17-5      | Matt Wiman       | Decisão (unânime)                                | UFC: Fight for the Troops 2                 | 22 de janeiro de 2011   | 3     | 5:00  | Las Vegas, Nevada        |                            |
| Vitória | 17-4      | Ross Pearson     | Finalização (mata leão)                          | UFC Fight Night: Marquardt vs. Palhares     | 15 de setembro de 2010  | 2     | 1:49  | Austin, Texas            | Finalização da Noite.      |
| Vitória | 16-4      | Dan Lauzon       | Finalização (triângulo reverso invertido/kimura) | UFC 108: Evans vs. Silva                    | 2 de janeiro de 2010    | 1     | 3:05  | Las Vegas, Nevada        | Finalização da Noite.      |
| Derrota | 15-4      | Efrain Escudero  | TKO (socos)                                      | UFC 103: Franklin vs. Belfort               | 19 de setembro de 2009  | 1     | 3:36  | Dallas, Texas            |                            |
| Vitória | 15-3      | Junie Browning   | Finalização (guilhotina)                         | UFC Fight Night: Condit vs. Kampmann        | 1 de abril de 2009      | 1     | 1:58  | Nashville, Tennessee     |                            |
| Vitória | 14-3      | Jorge Gurgel     | Finalização (triângulo)                          | UFC 86: Jackson vs. Griffin                 | 5 de julho de 2008      | 3     | 4:48  | Las Vegas, Nevada        | Finalização da Noite.      |
| Derrota | 13-3      | Jeremy Stephens  | TKO (socos e cotoveladas)                        | UFC Fight Night: Swick vs. Burkman          | 23 de janeiro de 2008   | 2     | 4:44  | Las Vegas, Nevada        |                            |
| Vitória | 13-2      | Leonard Garcia   | Decisão (unânime)                                | UFC Fight Night: Thomas vs. Florian         | 19 de setembro de 2007  | 3     | 5:00  | Las Vegas, Nevada        |                            |
| Vitória | 12-2      | Andy Wang        | TKO (chute na cabeça e socos)                    | The Ultimate Fighter 5 Finale               | 23 de junho de 2007     | 1     | 1:10  | Las Vegas, Nevada        | Nocaute da Noite.          |
| Vitória | 11-2      | Josh Sauder      | Decisão (dividida)                               | LOF 10: Unbreakable                         | 3 de novembro de 2006   | 3     | 5:00  | Indianapolis, Indiana    |                            |
| Vitória | 10-2      | John Strawn      | Finalização (armlock)                            | AFC 19 - Absolute Fighting Championships 19 | 21 de outubro de 2006   | 1     | 2:21  | Boca Raton, Flórida      | Migrou para o Peso Leve.   |
| Derrota | 9-2       | Takeshi Inoue    | Decisão (unânime)                                | Shooto 2006: 7/21 in Korakuen Hall          | 21 de julho de 2006     | 3     | 5:00  | Tóquio                   |                            |
| Vitória | 9-1       | Saul Mitchell    | Finalização (triângulo)                          | DFC 1 - Diesel Fighting Championships 1     | 30 de junho de 2006     | 1     | 3:19  | Dallas, Texas            |                            |
| Vitória | 8-1       | Joe Germain      | Finalização (guilhotina)                         | FT 7 - Full Throttle 7                      | 10 de junho de 2006     | 1     | 0:36  | Geórgia                  |                            |
| Vitória | 7-1       | Vince Libardi    | Finalização (guilhotina)                         | IFF 1 - International Freestyle Fighting 1  | 6 de maio de 2006       | 1     | 0:16  | Fort Worth, Texas        |                            |
| Vitória | 6-1       | Dwayne Shelton   | Finalização (mata leão)                          | CSC: River City Rumble                      | 18 de fevereiro de 2006 | 3     | 3:48  | Mechanicsville, Virgínia |                            |
| Vitória | 5-1       | Jarrett Becks    | Finalização (guilhotina)                         | FT 6 - Full Throttle 6                      | 11 de fevereiro de 2006 | 1     | 1:01  | Atlanta, Georgia         |                            |
| Vitória | 4-1       | David Love       | TKO                                              | NACC - North American Combat Challenge 2    | 17 de dezembro de 2005  | 1     | 1:26  | Key West, Flórida        |                            |
| Derrota | 3-1       | Josh Odom        | Decisão (majoritária)                            | FT 5 - Full Throttle 5                      | 4 de novembro de 2005   | 3     | 5:00  | Geórgia                  |                            |
| Vitória | 3-0       | Tim Honeycutt    | Nocaute (joelhada)                               | FT 4 - Full Throttle 4                      | 9 de setembro de 2005   | 1     | 0:23  | Duluth, Geórgia          |                            |
| Vitória | 2-0       | Chris Mickle     | Finalização (triângulo)                          | FT 3 - Full Throttle 3                      | 15 de julho de 2005     | 1     | 1:39  | Geórgia                  |                            |
| Vitória | 1-0       | Harris Norwood   | Finalização (triângulo)                          | FT 2 - Full Throttle 2                      | 3 de junho de 2005      | 1     | 3:14  | Atlanta, Geórgia         |                            |